# Arbancón
Arbancón – gmina w Hiszpanii, w prowincji Guadalajara, w Kastylii-La Mancha, o powierzchni 34,93 km². W 2011 roku gmina liczyła 181 mieszkańców.